# Like It
Like It è un singolo della cantante bielorussa Zena, pubblicato il 26 marzo 2019. Il brano è stato scritto da Julija Kireeva e composto da quest'ultima con Viktor Drobyš e la stessa Zena.
Zena ha presentato il brano all'Eurofest 2019, il processo di selezione bielorusso per l'Eurovision Song Contest. Nella serata finale del 7 marzo è stata proclamata vincitrice del programma, avendo ottenuto il massimo dei punteggi da parte della giuria. Questo le ha concesso il diritto di rappresentare la Bielorussia all'Eurovision Song Contest 2019 a Tel Aviv, in Israele. Dopo essersi qualificata dalla prima semifinale del 14 maggio, si è esibita per diciannovesima nella finale del 18 maggio successivo. Qui si è classificata al 24º posto su 26 partecipanti con 31 punti totalizzati, di cui 13 dal televoto e 18 dalle giurie.

## Tracce
Download digitale
1. Like It – 3:01

## Classifiche
| Classifica (2019) | Posizione massima |
| ----------------- | ----------------- |
| Lituania          | 72                |